# Hoplolabis vicina
Hoplolabis vicina là một loài ruồi trong họ Limoniidae. Chúng phân bố ở miền Cổ bắc.